# Lithophyllon
Genre
Lithophyllon est un genre de coraux durs de la famille des Fungiidae.

## Liste d'espèces
Le genre Lithophyllon comprend les espèces suivantes :
| Selon World Register of Marine Species (4 juillet 2015) : - Lithophyllon concinna Verrill, 1864 - Lithophyllon ranjithi Ditlev, 2003 - Lithophyllon repanda Dana, 1846 - Lithophyllon scabra Döderlein, 1901 - Lithophyllon spinifer Claereboudt & Hoeksema, 1987 - Lithophyllon undulatum Rehberg, 1892 | Selon ITIS (4 juillet 2015) : - Lithophyllon edwardsi Rousseau, 1850 - Lithophyllon mokai Höksema, 1989 - Lithophyllon undulatum Rehberg, 1892 |

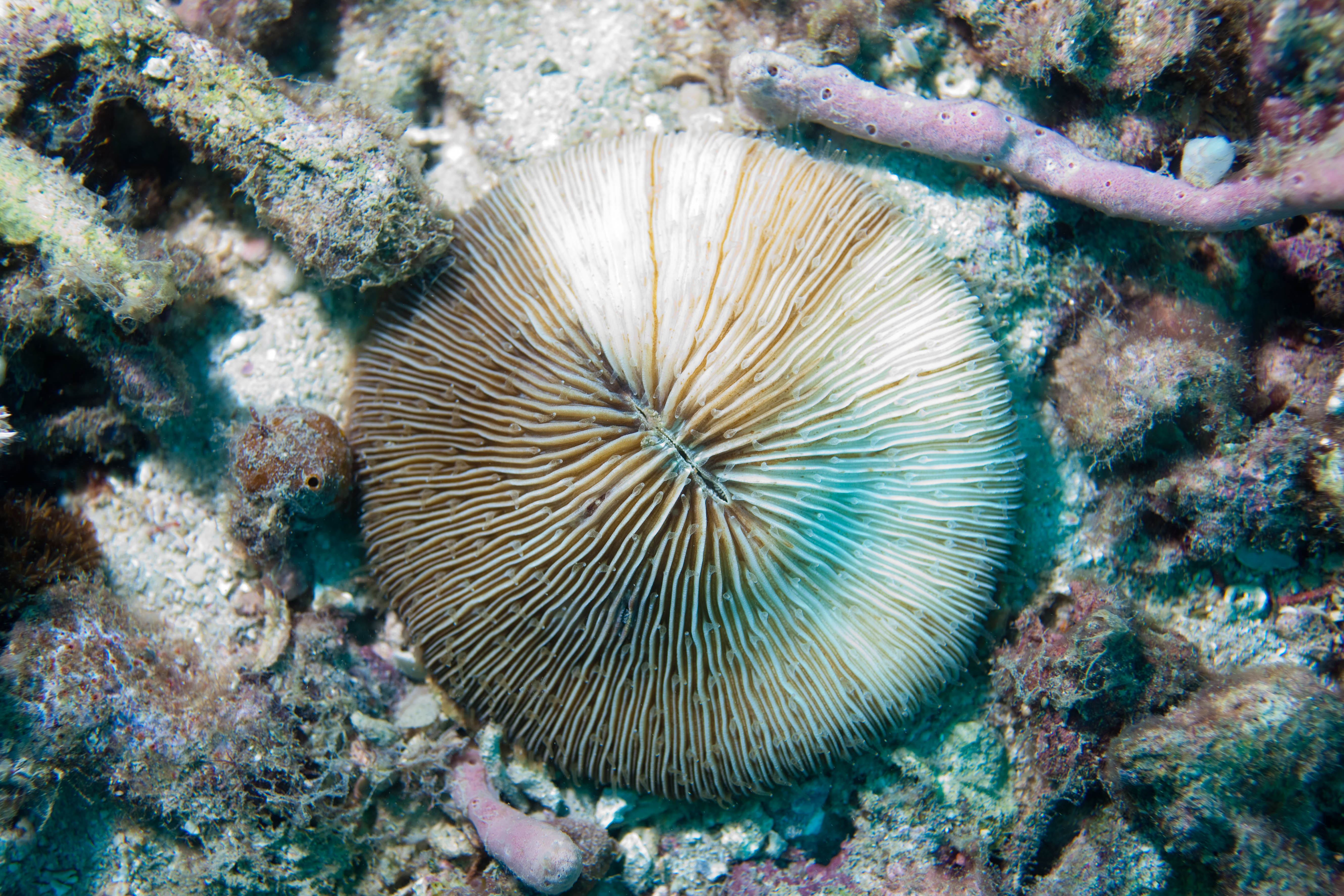
Lithophyllon concinna
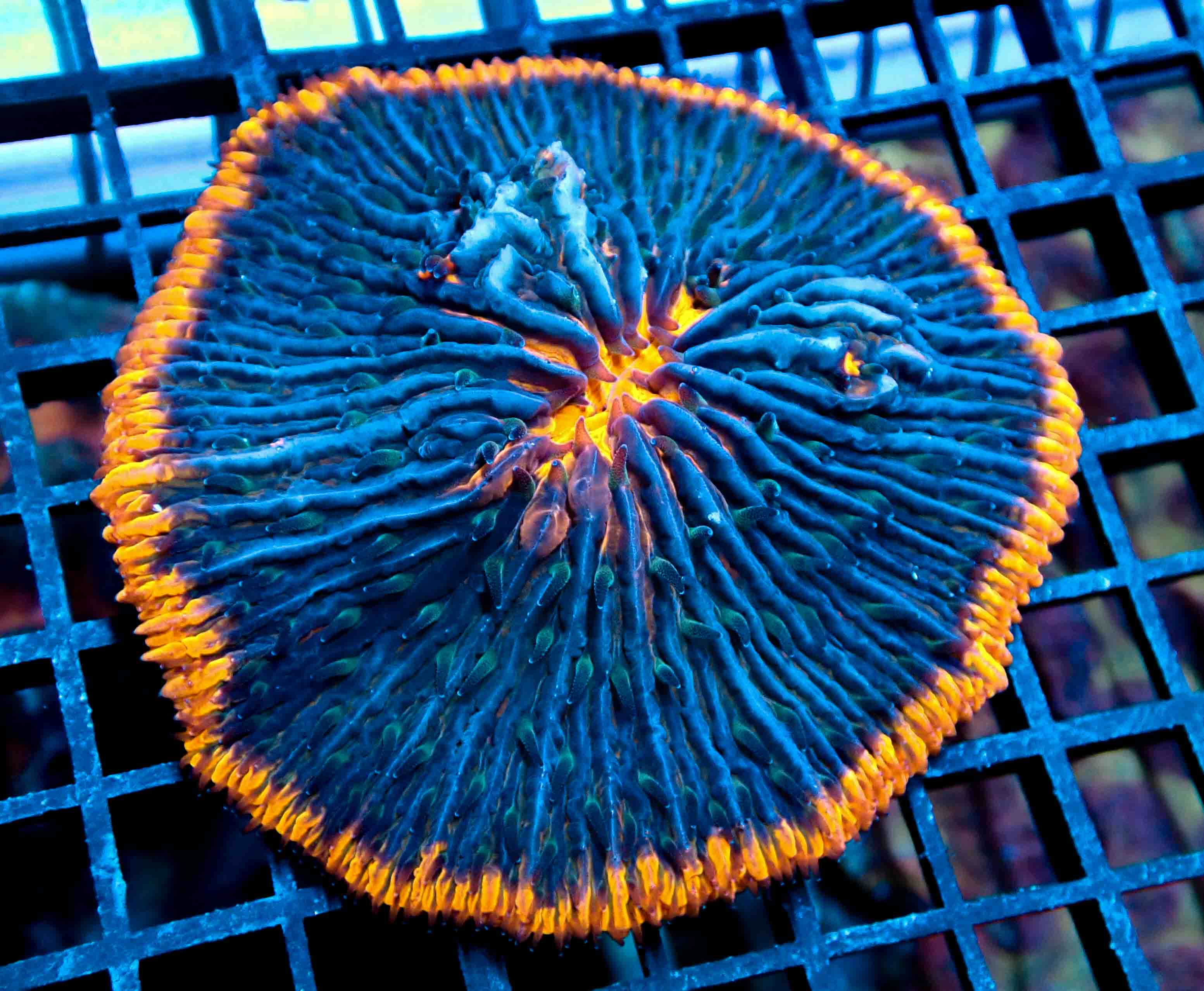
Lithophyllon edwardsi
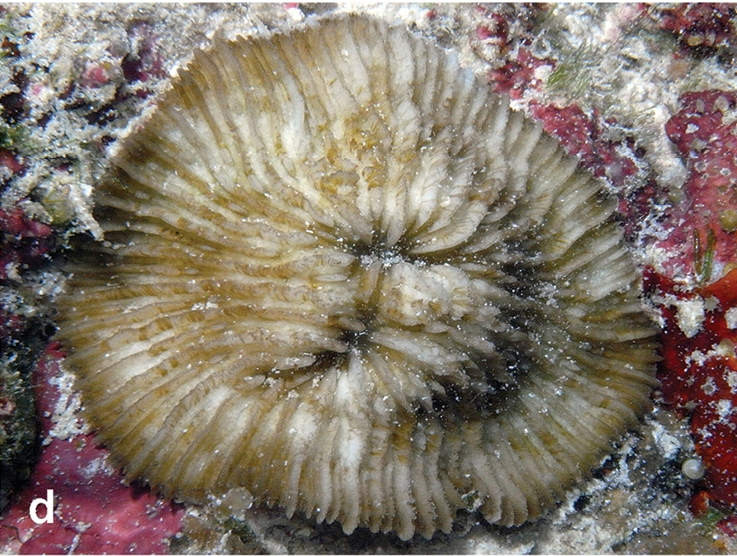
Lithophyllon ranjithi
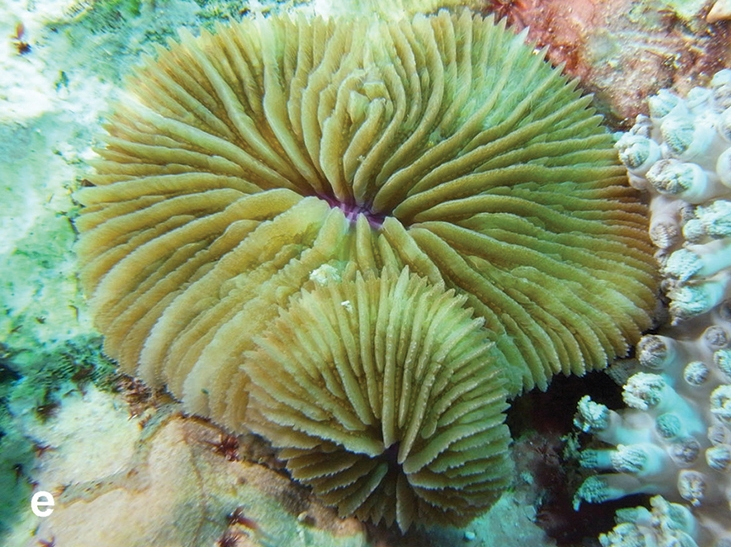
Lithophyllon repanda
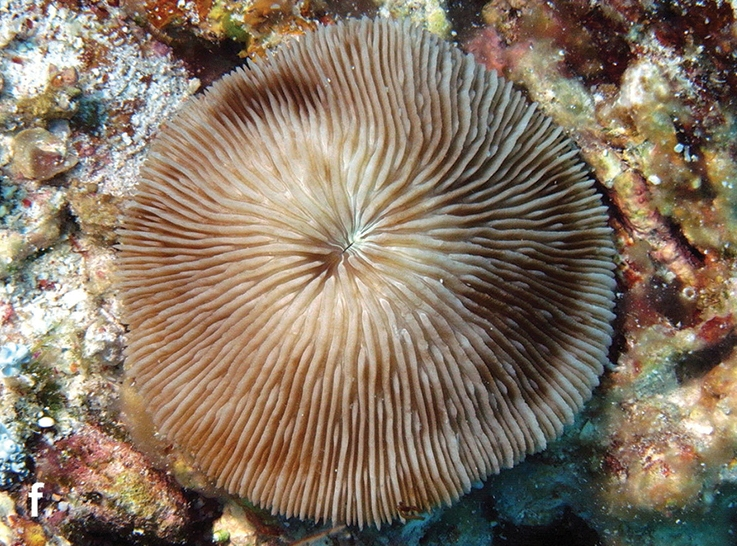
Lithophyllon scabra
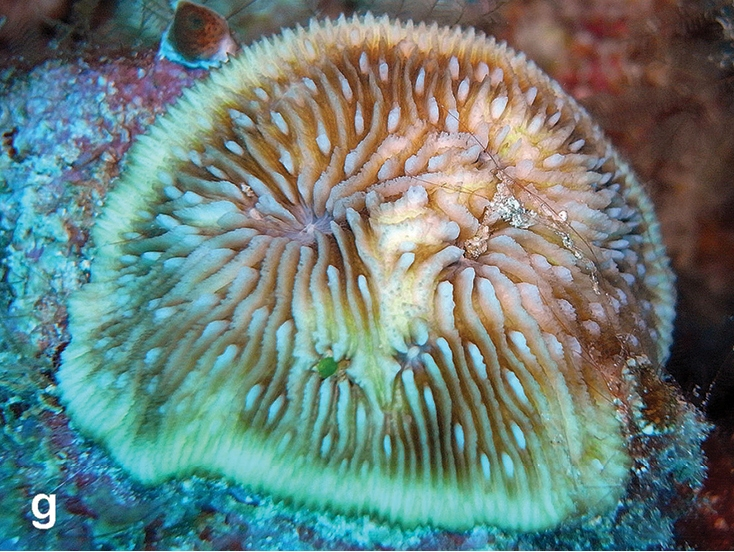
Lithophyllon undulatum